# Krążowniki ciężkie typu Canarias
Krążowniki ciężkie typu Canarias – typ dwóch hiszpańskich krążowników ciężkich z połowy lat 30.: „Canarias” i „Baleares”. Brały udział po stronie sił gen. Franco w hiszpańskiej wojnie domowej, w której „Baleares” został zatopiony, natomiast „Canarias” służył czynnie aż do 1974.

## Historia powstania
W latach 20. XX wieku hiszpańska marynarka wojenna ulegała stopniowej odbudowie po poprzednim stanie znacznego osłabienia, spowodowanego słabością ekonomiczną i niestabilną sytuacją polityczną. Pod koniec lat 20. weszły do służby trzy stosunkowo nowe krążowniki lekkie typu Principe Alfonso. 13 lipca 1926 Kortezy zdecydowały przeznaczyć środki na budowę trzech nowych krążowników „waszyngtońskich”, o maksymalnych parametrach dopuszczalnych w zawartym w 1922 traktacie waszyngtońskim (klasa ta uzyskała później nazwę krążowników ciężkich). Hiszpania nie była wprawdzie stroną traktatu, ale zobowiązała się do przestrzegania jego ograniczeń na konferencji w Rzymie w 1924. Budowę dwóch krążowników zamówiono w stoczni Sociedad Española de Construcción Naval (SECN) w Ferrol 31 maja 1928, otrzymały one nazwy „Canarias” i „Baleares”, od Wysp Kanaryjskich i Balearów. Z budowy trzeciego zrezygnowano na rzecz budowy 5 niszczycieli (miał on otrzymać nazwę „Ferrol”).
Podobnie, jak w przypadku wcześniejszych hiszpańskich krążowników, okręty powstały w oparciu o projekt brytyjski. Oparto go na pierwszych brytyjskich krążownikach „waszyngtońskich” Kent (County). Przede wszystkim przejęto z tego typu gładkopokładowy kadłub, o wysokich burtach, zapewniający bardzo dobrą dzielność morską, jedynie nieco go zwężono (o 1,33 m). Przeplanowano siłownię, zwiększając liczbę kotłowni z dwóch do trzech, przy czym nieco zwiększono moc siłowni (z 80 do 90 tys. KM). Zachowano takie samo uzbrojenie główne – 8 dział kalibru 203 mm w czterech dwudziałowych wieżach, umieszczonych po dwie na dziobie i rufie w superpozycji (dwóch poziomach), a także samą formę wież. Największą wizualną różnicę stanowił jeden szeroki komin w kształcie buta, łączący się z dwóch kominów u podstawy, w miejsce trzech zwykłych kominów. Ponadto, okręty odróżniał kształt podwyższonej nadbudówki dziobowej, w formie opływowej wieży, z wystającą do przodu częścią pomostu bojowego na najwyższej kondygnacji. Planowano wyposażyć okręty w katapultę z wodnosamolotem, lecz ostatecznie do tego nie doszło.
Stępki pod budowę obu jednostek położono 15 sierpnia 1928. Jednakże, z powodu zawirowań politycznych w Hiszpanii (obalenie monarchii), braków finansowania i nakładającego się kryzysu światowego, budowa ich przeciągnęła się i „Canarias” zwodowano 28 maja 1931, a „Baleares” prawie rok później, 20 kwietnia 1932. 27 września 1934 „Canarias” zakończył próby morskie, jeszcze nie w pełni uzbrojony.

## Wejście do służby i modernizacje
Wybuch wojny domowej w lipcu 1936 spowodował konieczność pospiesznego wykończenia okrętów. 22 lipca 1936 nacjonaliści generała Francisco Franco zajęli w bazie Ferrol oba niewykończone krążowniki, po czym, cierpiąc na braki okrętów, podjęli pospieszne prace nad wcieleniem ich do służby.
4 września 1936 do służby wszedł „Canarias”. Z powodu zablokowania dostaw zagranicznych, nie otrzymał początkowo dział przeciwlotniczych 120 mm, lecz uzbrojono go w 4 stare działa 102 mm z pancernika „España” oraz 2 działa 57 mm Nordenfeld. Główny dalmierz do kierowania ogniem został zaadaptowany z artylerii nadbrzeżnej. 6 dział 120 mm okręt otrzymał dopiero po październiku 1936, a kolejne 2 – w lutym 1937 (armaty 102 mm przy tym zdjęto, a armaty 57 mm zachowano jako salutacyjne). Małokalibrowa artyleria plot była dostarczona przez Niemców i składała się z dwóch stanowisk podwójnie sprzężonych półautomatycznych działek 37 mm C/30 na obu burtach na rufie oraz 4 pojedynczych działek 20 mm wokół komina. Nie jest pewne, czy „Canarias” w ogóle posiadał przewidziane projektem stałe burtowe wyrzutnie torpedowe, czy zostały one zdjęte pod koniec lat 40. Dalszym modyfikacjom, głównie uzbrojenia przeciwlotniczego, „Canarias” był poddawany już po zakończeniu wojny domowej. Między innymi, charakterystyczny łączony komin zastąpiono dwoma prostymi kominami z kołpakami.
„Baleares” został prowizorycznie ukończony 16 grudnia 1936. Nie posiadał wówczas rufowych wież artylerii, które zostały zainstalowane dopiero w styczniu 1937 i czerwcu 1937. Jego artyleria średnia składało się z 4 armat 120 mm (nie mogących strzelać do celów powietrznych), 4 włoskich armat plot 100 mm oraz 6 działek plot 40 mm.
| Nazwa    | Położenie stępki | Data wodowania | Wejście do służby |
| -------- | ---------------- | -------------- | ----------------- |
| Canarias | 15.08.1928       | 28.05.1931     | 4.09.1936         |
| Baleares | 15.08.1928       | 20.04.1932     | 28.12.1936        |

## Służba w skrócie

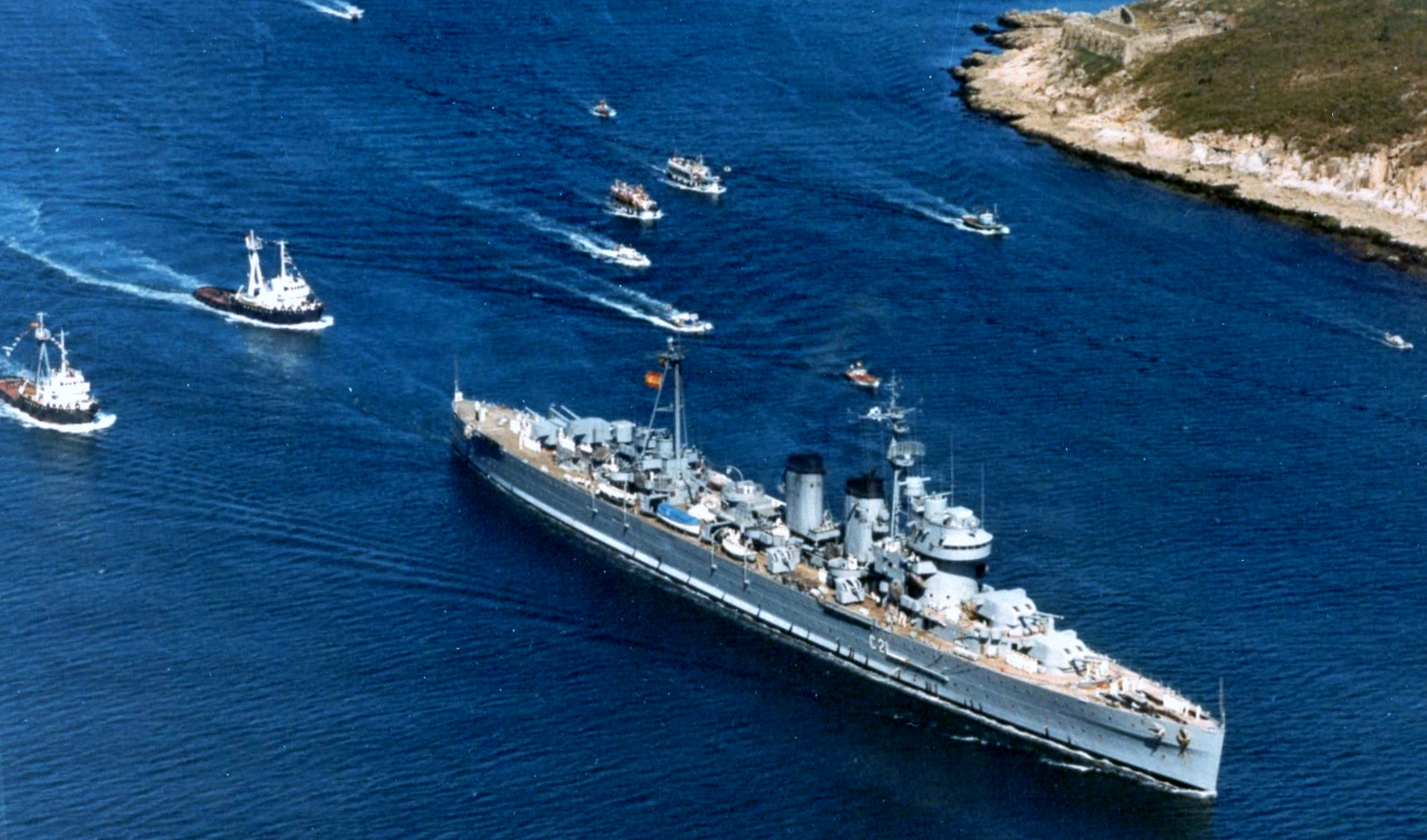
„Canarias” po modernizacji po wojnie

Oba okręty od momentu wejścia do służby służyły aktywnie w działaniach hiszpańskiej wojny domowej, po stronie nacjonalistów gen. Franco.
Z większych starć z okrętami republikanów, wzięły przede wszystkim udział w nocnej bitwie koło przylądka Palos 5–6 marca 1938, w której „Baleares” został zatopiony torpedami republikańskich niszczycieli.